# مارینر ۹

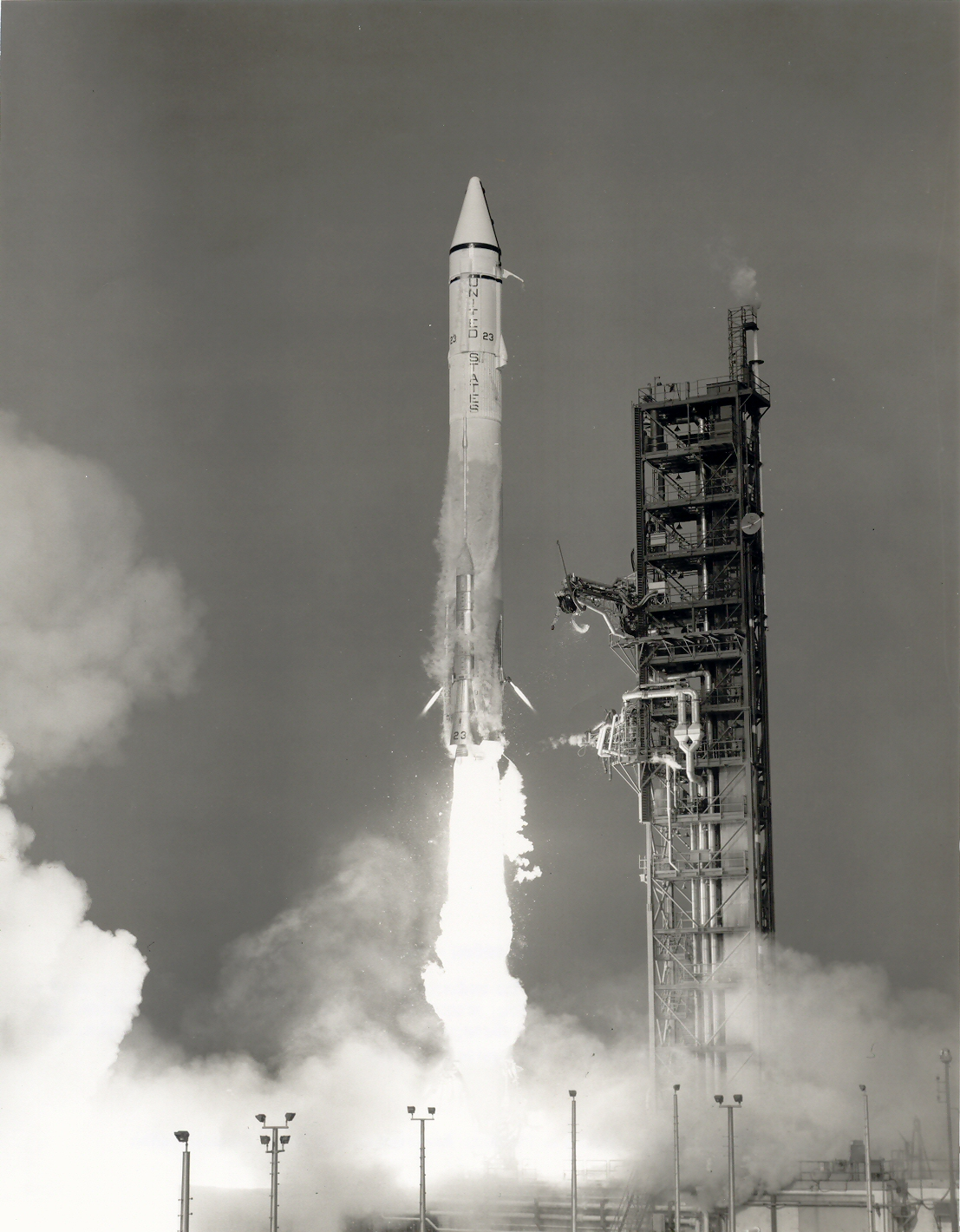
پرتاب مارینر ۹

مارینر ۹ نهمین کاوشگر در بین سری ۱۰ کاوشگر مارینر ایالات متحده آمریکا بود که در ماه مه سال ۱۹۷۱ میلادی از زمین به سمت سیاره مریخ پرتاب شد و در ماه نوامبر همان سال به آن سیاره رسید. این کاوشگر پس از قرار گرفتن در مدار این سیاره و چرخش به دور آن، عکس‌های پرشماری از مریخ گرفت و نخستین ماهواره شد که در مدار سیاره‌ای به غیر از زمین، قرار گرفت.

## مکان فعلی
از فوریه ۲۰۲۲، مکان مارینر ۹ ناشناخته است. یا هنوز در مدار است، یا قبلاً در جو مریخ سوخته یا به سطح مریخ سقوط کرده است.
ناسا تاریخ های متعددی را برای ورود مارینر ۹ به جو مریخ ارائه کرده است. در سال ۲۰۱۱، ناسا پیش بینی کرد که مارینر ۹ در حدود سال ۲۰۲۲ می‌سوزد یا به مریخ سقوط می‌کند. با این حال، صفحه ماموریت مارینر ۹ در سال ۲۰۱۸ توسط ناسا انتظار داشت که مارینر ۹ در حدود سال ۲۰۲۰ به مریخ سقوط کند. در زمان مأموریت، مارینر ۹ در مداری رها شد که حداقل تا ۵۰ سال انرژی خود را از دست ندهد و سقوط نکند.